# Struzzo (araldica)
In araldica lo struzzo è simbolo di giustizia (per l'uguaglianza delle sue penne), oltre che del suddito obbediente. Simboleggia anche la risurrezione e la possibilità di dominare le difficoltà più dure. Spesso è rappresentato con un ferro di cavallo nel becco. Nel medioevo si riteneva che la potenza vivificatrice del suo sguardo fosse sufficiente per far maturare il piccolo struzzo nell'uovo.
Le sue piume furono assunte come ornamenti esteriori dello scudo nell'araldica imperiale napoleonica. Hanno anche un largo uso nell'araldica familiare polacca.

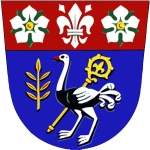
Struzzo al naturale (stemma di Jesenec, Repubblica Ceca)
D'azzurro, allo struzzo rivoltato d'argento (Strausberg, Germania)
D'azzurro, allo struzzo d'oro, tenente nel becco un ferro di cavallo d'argento (Bédejun, Francia)
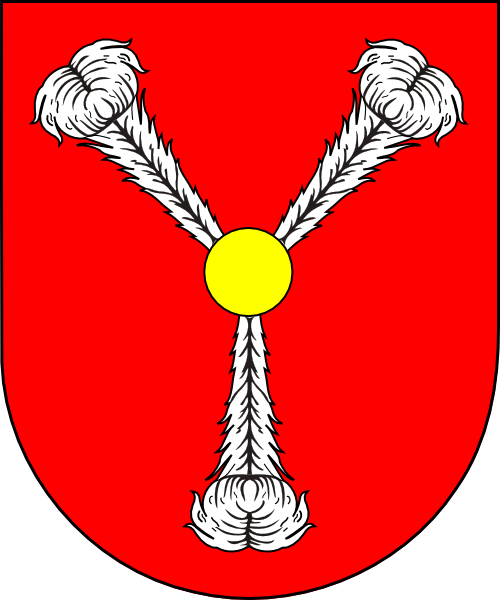
Di rosso, a tre piume di struzzo d'argento, poste in pergola, al bisante d'oro attraversante in cuore (famiglia Harrach, Impero Asburgico)
Tre piume di struzzo d'argento (impresa del Principe di Galles)